# Fremont (Californien)
Fremont er en by i Alameda County i delstaten Californien i USA. Byen havde 214.089 indbyggere i 2010. Den blev grundlagt den 23. januar 1956 ved en sammenlægning af byerne Centerville, Niles, Irvington, Mission San Jose og Warm Springs. Byen er opkaldt efter den republikanske præsidentkandidat fra 1840'erne John Charles Frémont. Fremont ligger i den sødøstlige del af San Francisco Bay Area og er den fjerde mest folkerige by i San Francisco Bay Area. Tesla Motors er største arbejdsgiver med 6.000 ansatte på bilfabrikken.